# Mirror to the Sky
Mirror to the Sky é o vigésimo terceiro álbum de estúdio da banda inglesa de rock progressivo Yes, lançado em 19 de maio de 2023 pela InsideOut Music e Sony Music.
É o primeiro álbum de estúdio com o baterista americano Jay Schellen como membro em tempo integral após a morte do baterista de longa data do Yes Alan White, em 2022, a quem o álbum é dedicado; Schellen atuou frequentemente como baterista de White desde 2016, e tocou percussão como convidado no álbum anterior da banda, The Quest, de 2021. Este marcou o primeiro álbum sem White desde Close to the Edge de 1972.
Yes começou a trabalhar no álbum pouco antes do lançamento de The Quest em outubro de 2021. Assim como seu antecessor, o guitarrista Steve Howe retomou seu papel de produtor, e a Orquestra FAMES da Macedônia do Norte forneceu arranjos orquestrais de Paul K. Joyce em algumas músicas. O álbum foi lançado com críticas positivas em CD, LP, Blu-ray e plataformas digitais, com algumas edições contendo arte adicional do artista cover de longa data do Yes Roger Dean.

## Antecedentes e gravação
Em outubro de 2021, a formação do Yes composta pelo guitarrista Steve Howe, o baterista Alan White, o tecladista Geoff Downes, o vocalista Jon Davison e o baixista Billy Sherwood, com Jay Schellen como convidado na percussão, lançou The Quest. No mesmo mês, Downes revelou que o grupo já havia discutido ideias para um álbum seguinte, ao qual Sherwood confirmou em maio de 2022 que o trabalho estava em andamento. Mais tarde, em maio de 2022, o Yes anunciou que White ficaria de fora da próxima turnê mundial de 2022 para comemorar o quinquagésimo aniversário de Close to the Edge (1972), devido a doença. White morreu três dias depois e Schellen, que cuidava da maior parte do trabalho ao vivo da banda desde 2016, assumiu a bateria. Em fevereiro de 2023, o Yes anunciou que Schellen havia se tornado membro em tempo integral.
Quando o trabalho no álbum começou, a banda ainda tinha muitas ideias musicais potenciais para desenvolver, em parte devido à quantidade de tempo passado longe das gravações durante a pandemia de COVID-19. Howe disse que o grupo estava em uma forte "zona criativa" na época, e abordou Mirror to the Sky de forma semelhante a The Quest, mas queria que o novo álbum não fosse uma mera repetição do anterior. Eles começaram com duas ideias para músicas que queriam transformar em peças mais longas, que se tornaram a faixa de 13 minutos "Mirror to the Sky" e a faixa de 9 minutos "Luminosity". O Yes gravou o álbum em 2022, com Sherwood e Schellen gravando suas respectivas partes na Califórnia. Assim como seu antecessor, Howe retomou seu papel de produtor e a Orquestra FAMES da Macedônia do Norte forneceu arranjos orquestrais de Paul K. Joyce em algumas músicas. A banda também continuou a trabalhar com o engenheiro e mixador Curtis Schwartz em seu estúdio em Ardingly, West Sussex.

## Obra de arte
A arte foi produzida pelo artista cover de longa data da banda, Roger Dean. Seu design foi inspirado em uma história que o designer de videogame Henk Rogers lhe contou, que envolvia Rogers remando até o meio de um lago à noite durante um acampamento. Quando as ondulações da água acalmaram, Dean disse que "o lago tornou-se um espelho perfeito para um céu noturno muito brilhante", uma experiência que Rogers disse ser como estar no espaço. A ideia chamou a atenção de Dean e ele queria retratar tal conceito em um de seus designs. Ele acrescentou: “Comecei com um horizonte baixo e com muito céu, mas depois percebi, não, vou mostrar o oceano na área principal com um céu apenas uma fatia, o suficiente para mostrar que está espelhado. para colocar uma formação rochosa - um ponto de observação do céu." Um design inicial do logotipo da banda para a capa apresentava um esquema de cores e textura baseado no disco do céu de Nebra, um artefato do início da Idade do Bronze descoberto na Alemanha em 1999 que Howe sugeriu a Dean. Não foi utilizado porque as cores não complementavam o restante do design. Dean pôde visitar o grupo em Ardingly várias vezes porque mora nas proximidades.

## Músicas

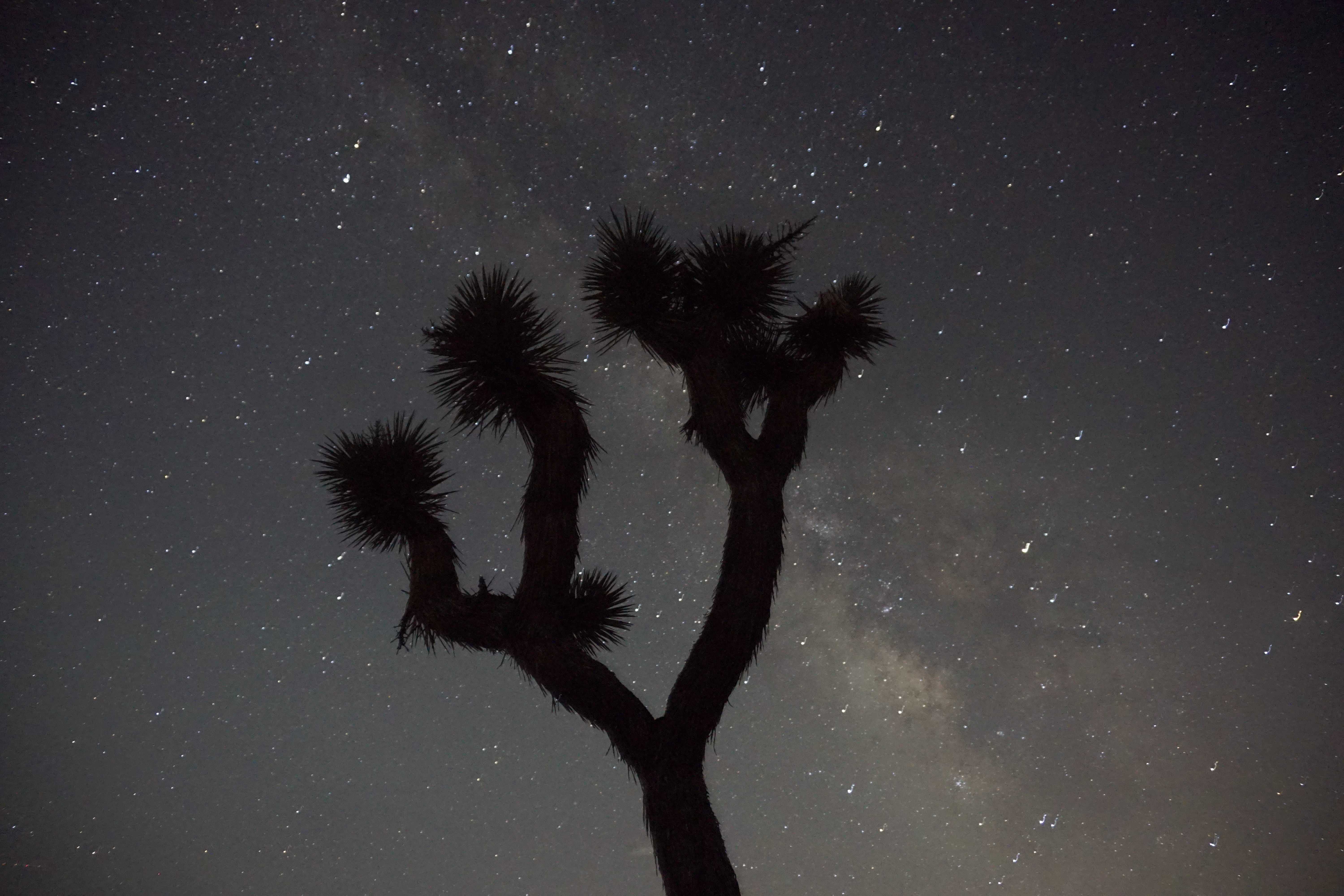
"Cut from the Stars" foi inspirada na visita do vocalista Jon Davison ao Parque Nacional de Joshua Tree à noite com sua família

"Cut from the Stars" foi inspirado principalmente na primeira visita de Davison a uma reserva de céu escuro no Parque Nacional de Joshua Tree com seu irmão e pai, que o encorajou a apreciar a natureza. Davison elogiou as ideias instrumentais de Sherwood que ele teve para a música, e o som "cintilante" que ela retratou para Davison o fez escrever palavras relacionadas ao céu. Davison pegou as partes iniciais de Sherwood e as reorganizou usando um software de edição de áudio para fazer um novo arranjo, após o qual a banda o construiu e reproduziu suas respectivas partes. Howe pegou o que era a ponte da música e fez dela um final instrumental. Howe disse que a faixa é a mais diferente de todas as faixas do álbum em termos de estilos de guitarra, usando uma pedaleira analógica que tinha efeito duplo wah-wah automático.
"All Connected" de 9 minutos foi co-escrito por Davison, Howe e Sherwood. Davison creditou ideias de Howe que foram usadas para a introdução e finalização, e para as contribuições vocais e líricas de Sherwood. A dupla abordou os temas líricos da música de maneiras diferentes; Davison disse que Sherwood assumiu um aspecto mais "tecnológico e físico", olhando para isso de uma visão metafísica.
O grupo produziu duas versões de "Luminosity", tendo sentido que era necessário um novo arranjo após a gravação da primeira. Apresenta Howe tocando uma harpa automática. Seu título inicial era "Luminous", mas foi posteriormente alterado depois que Howe, Davison e Sherwood expandiram o arranjo inicial que haviam elaborado e tornaram o que Howe descreveu como "uma melodia maior".
"Living Out Their Dream" apresenta uma introdução que Howe considerou uma reminiscência dos Rolling Stones, e disse que a música tem uma letra levemente irônica. Ele disse que tudo o que a letra descreve realmente aconteceu, seja algo que ele leu ou estava presente no momento. Um incidente específico que inspirou suas letras foi uma visita a uma restaurante de churrascaria e frutos do mar onde estava acontecendo um casamento.
"Circles of Time" originou-se de uma ideia musical de Davison que Howe insistiu em colocar no álbum. O grupo fez vários arranjos para a música, incluindo um com órgão de igreja, mas decidiu reduzi-la à sua forma mais minimalista.
Um dos primeiros títulos de "Magic Potion" era "It's a Good Day to Be Had by All", mas Howe o mudou porque parecia muito semelhante a "It Will Be a Good Day" de The Ladder (1999).

## Lançamento
Uma atualização sobre o álbum veio em janeiro de 2023, quando Dean revelou esboços para a capa de um novo álbum do Yes em sua página no Facebook. Uma grande atualização chegou na edição de março de 2023 da revista Prog, que contou com uma entrevista com Howe que falou sobre o álbum. Em 10 de março, o Yes anunciou oficialmente Mirror to the Sky nas redes sociais e em seu site oficial YesWorld, revelando a arte da capa, data de lançamento e lista de faixas. Eles anunciaram que o álbum será dedicado a White. No mesmo dia, a faixa de abertura, "Cut from the Stars", foi lançada como single digital. A segunda faixa, "All Connected", foi lançada como single em 26 de abril.

## Lista de músicas
| N.º            | Título                   | Duração |  |
| 1.             | "Cut from the Stars"     |         |  |
| 2.             | "All Connected"          |         |  |
| 3.             | "Luminosity"             |         |  |
| 4.             | "Living Out Their Dream" |         |  |
| 5.             | "Mirror to the Sky"      |         |  |
| 6.             | "Circles of Time"        |         |  |
| Duração total: | Duração total:           | 47:08   |  |

Disco bonus
| N.º            | Título                 | Duração     |  |
| 7.             | "Unknown Place"        |             |  |
| 8.             | "One Second Is Enough" |             |  |
| 9.             | "Magic Potion"         |             |  |
| Duração total: | Duração total:         | 16:27 63:35 |  |

## Pessoal
Yes
- Jon Davison – vocais principais (faixas 1, 3, 5, 6), vocais (2, 7), vocais em dueto (faixas 4, 8–9), violões: [Martin MC28 (faixas 5), Taylor 714 (faixas 5, 6)]
- Steve Howe – guitarras, guitarra Banjo, bandolim, autoharpa (faixa 3), dueto vocal (faixas 4, 8, 9), vocais (faixa 5, 7)
- Geoff Downes – órgão (faixas 1–2, 4, 7–8), sintetizadores (faixas 1, 3–5, 9), piano (faixas 3–5, 8–9), teclados (faixas 2, 7), Minimoog (faixa 3), Celeste (faixa 3)
- Billy Sherwood – baixo (1–5, 7–9), vocais (faixas 1–3, 5–7)
- Jay Schellen – bateria e percussão (1–5, 7–9)

Músicos adicionais
- FAMES Studio Orchestra (faixas 1–3, 5, 6)
- Oleg Kondratenko – maestro (faixas 1–3, 5, 6)
- Paul K. Joyce – arranjos orquestrais

Produção
- Steve Howe – produtor
- Curtis Schwartz – engenharia, mixagem
- Roger Dean – arte da capa, logotipo